# Paulo da Portela
Paulo Benjamin de Oliveira, popularmente conhecido como Paulo da Portela (Rio de Janeiro, 18 de junho de 1901 — Rio de Janeiro, 30 de janeiro de 1949) foi um sambista brasileiro e fundador da mais antiga Escola de Samba em atividade, a Portela. Seu apelido é uma referência à Estrada do Portela, uma via que corta os bairros de Madureira e Oswaldo Cruz.

## História
Era filho de Joana Baptista da Conceição e Mário Benjamin de Oliveira, sendo uma figura fundamental na história cultura brasileira nas décadas de 20, 30 e 40. Paulo da Portela trabalhou como lustrador e participou de pequenas agremiações carnavalescas formadas por operários e funcionários públicos. Começou a frequentar rodas de samba no subúrbio da cidade do Rio de Janeiro no início dos anos 1920. Compositor, Paulo da Portela fundou com Antônio Caetano e Antônio Rufino dos Reis, o Conjunto Oswaldo Cruz, que depois foi renomeado para Quem nos Faz é o Capricho, Vai Como Pode e, finalmente GRES Portela, em referência à Estrada do Portela.
Paulo da Portela foi um dos que mais lutaram para mudar a imagem estereotipada e preconceituosa que se tinha a respeito do sambista, de malandro e vagabundo, para a de artista de respeito. Para isso, ele impôs vestuário próprio para sua agremiação, e defendia que todos os portelenses estivessem devidamente vestidos com as cores da escola no dia do desfile. Foi o primeiro presidente da Portela e sua casa foi a primeira sede da escola, muito embora nesta época a sede não fosse nada além de um lugar para guardar os instrumentos.
Em 1937, Paulo da Portela foi eleito Cidadão Samba. Ainda neste mesmo ano, participou da primeira excursão de sambistas ao exterior, indo ao Uruguai, e retornando ao Brasil já no Carnaval. Apressando-se para participar do desfile daquele ano, desentendeu-se com integrantes da Portela, que não permitiram que seus amigos Heitor dos Prazeres e Cartola, que não estavam devidamente vestidos com as cores da agremiação, desfilassem. Por conta disso, Paulo não desfilou mais nesse ano e após isso se afastou da escola.
Porém, durante as tentativas dos Estados Unidos da América de construir uma "relação de boa-vizinhança" com os seus vizinhos da América do Sul, Paulo da Portela foi escolhido para ser o modelo da criação do personagem Zé Carioca, bem como para representar o samba no exterior. Por conta disso a Portela excursionou pelos Estados Unidos, e acabou sendo apresentada no evento pelo próprio Paulo da Portela.
Após a saída da Portela, ele ainda chegou a liderar a pequena escola Lira do Amor, hoje extinta. Por conta do seu desentendimento com a diretoria da Portela, Paulo compôs "O Meu Nome Já Caiu no Esquecimento" ("chora Portela, minha Portela querida/ Eu te fundei, serás minha toda a vida"). Cartola também fez na ocasião, um samba, "Sala de Recepção" ("Aqui se abraça o inimigo/ como se fosse um irmão").
Depois de sua morte, grupos como o Rosa de Ouro e A Voz do Morro e intérpretes como Paulinho da Viola e Monarco realizaram gravações de suas músicas mais famosas, como "Cocorocó", "Pam-pam-pam-pam", "Guanabara (Cidade-mulher)" e "Quitandeiro". Seu nome é também lembrado em sambas como "Passado de Glória" (Monarco) e "De Paulo da Portela a Paulinho da Viola" (Monarco/ Francisco Santana).
Participativo na política, Paulo da Portela era militante ativo do Partido Comunista Brasileiro, principalmente na década de 40, quando muitos sambistas das escolas de samba também eram militantes ou simpatizantes comunistas. Assim, organizavam campanhas e comícios nas quadras das escolas, em conjunto com a população. Durante o carnaval de 46, organizou uma festa comemorativa aos pracinhas brasileiros que haviam retornado do combate contra tropas facistas na Itália. Chegou a tentar ser vereador pelo PTN em 29 de dezembro de 1946, sem nunca no entanto ter sido candidato a cargo eletivo.
Foi homenageado junto com Natal (figura de presidente lendário da escola) e Clara Nunes pela GRES Portela no ano de 1984, no enredo "Contos de Areia", que deu o 21º campeonato do Carnaval do Rio de Janeiro à escola, sendo que foi campeã do primeiro dia dos desfiles das escolas de samba e a Estação Primeira de Mangueira campeã do segundo dia, indo disputar o supercampeonato no desfile das campeãs. Em 2004 foi homenageado pela Tradição na reedição do samba portelense de 1984.